# White Water (Oklahoma)
White Water est une census-designated place du comté de Delaware, dans l'État d'Oklahoma, aux États-Unis,. En 2020, elle compte une population de 79 habitants.